# Wilhelm Batz
 (février 2019).
Si vous disposez d'ouvrages ou d'articles de référence ou si vous connaissez des sites web de qualité traitant du thème abordé ici, merci de compléter l'article en donnant les références utiles à sa vérifiabilité et en les liant à la section « Notes et références ».
Pour les articles homonymes, voir Batz.
Wilhelm Batz, né à Bamberg le 21 mai 1916 et mort à Ebern le 11 septembre 1988, est un pilote de chasse et as allemand de la Seconde Guerre mondiale dont les 237 victoires homologuées le placent au sixième rang des plus grands as de l'histoire. Cependant, ce score ne rend pas compte du parcours atypique et pour le moins ardu que représenta la carrière de ce pilote de chasse.

## Un instructeur frustré
Wilhelm Batz rejoignit les rangs de la Luftwaffe dès les débuts de celle-ci en 1935. Malgré sa volonté de devenir pilote de chasse, ses supérieurs hiérarchiques, conscients de ses évidentes compétences en matière de pratique de vol, décidèrent d'en faire un instructeur, poste qu'il occupa dès l’obtention de son brevet en 1937. Les débuts de la guerre ne modifièrent en rien sa situation et il dut attendre la fin de 1942 pour voir sa demande de mutation vers une unité combattante aboutir.

## Des débuts laborieux
En décembre 1942, il rejoignit le Stab.II/JG.52 (état-major du 2e groupe du Jagdgeschwader 52) sur le front de l'est, en tant qu'adjoint du Hauptmann Johannes Steinhoff. Dès ses premières missions, il se trouva confronté à une difficulté imprévue : ce pilote hors pair, qui comptait plus de 5 000 heures de vol à son crédit, ne savait pas tirer. Cet état de fait se traduisit par une incapacité à remporter un quelconque succès et explique, que profondément déçu, il demanda sa mutation chez les bombardiers. Cette dernière demande lui fut refusée ; puis le 11 mars 1943, il remporta sa première victoire, un LaGG-3, et deux jours plus tard, il confirma sa capacité à venir à bout de ses adversaires en abattant un bombardier Boston.
En mai 1943, titulaire de 7 victoires et promu Oberleutnant et Staffelkapitan, il prit le commandement du 5./JG.52. Peu à peu, il se bâtit un palmarès respectable : 20e victoire le 9 septembre, 40e le 16 novembre, 50e le 30 novembre et 75e le 7 décembre 1943. En février 1944, il tomba malade et resta alité deux semaines. Son retour en escadrille coïncida avec une spectaculaire série de succès qui le menèrent aux premiers rangs des as de la Luftwaffe.

## 1944: l'année de tous les succès
Le 22 mars 1944, il obtient sa 100e victoire et, quatre jours plus tard, la remise de la Croix de chevalier de la croix de fer consacrera sa qualité d'as, suivie le 3 avril par l'attribution de la Croix allemande en or. Le 19 avril, il succède au Major Günther Rall comme Gruppenkommandeur, chef de groupe, du III/JG.52 et a désormais sous ses ordres une pléiade de futurs grands as tels : Erich Hartmann (352 victoires), Friedrich Obleser (en) (120) ou bien encore Walter Wolfrum (187).
En ce qui le concerne, le printemps et l'été 1944 le verront réaliser prouesse sur prouesse et il en viendra à abattre quasiment journellement de trois à quatre avions soviétiques par jour. Parmi ses jours les plus « fastes » :
- 2 mai : 5 victoires,
- 30 mai : 15 victoires (dont 6 Iliouchine Il-2), au cours de trois missions,
- 5 juin : 8 victoires,
- 19 juillet : 5 victoires,
- 17 août : 6 victoires,
- 22 août : 6 victoires.

Le 20 juillet, il fut le 526e récipiendaire de la Croix de chevalier de la croix de fer avec feuilles de chêne en reconnaissance de ses 175 victoires. Les combats continuèrent et, quoique lui-même fut abattu à quatre reprises et obligé d'effectuer des atterrissages d'urgence, il n'en continua pas moins à obtenir des succès. En janvier 1945, il fut dirigé sur la Hongrie où il prit la tête du II/JG.52, avant de recevoir, le 21 avril 1945, les « glaives » (145e soldat à l'obtenir). Lorsqu'arriva la fin des combats, il put rapatrier à temps son groupe de Hongrie jusqu'en Autriche, évitant à ses hommes de tomber entre les mains des Soviétiques.
Ainsi termina-t-il la Seconde Guerre mondiale, après avoir obtenu 237 victoires (dont 222 en moins de 14 mois) au cours de 445 missions. Peu après la fin du conflit, il rejoignit les rangs de la Bundesluftwaffe au sein de laquelle il atteignit le grade d'Oberst (colonel) avant de prendre sa retraite. Il est décédé le 11 septembre 1988.